# Sphaeralcea ambigua
Sphaeralcea ambigua är en malvaväxtart som beskrevs av Samuel Frederick Gray. Sphaeralcea ambigua ingår i släktet klotmalvor, och familjen malvaväxter.

## Underarter
Arten delas in i följande underarter:
- S. a. ambigua
- S. a. monticola
- S. a. rosacea
- S. a. rugosa

## Bildgalleri

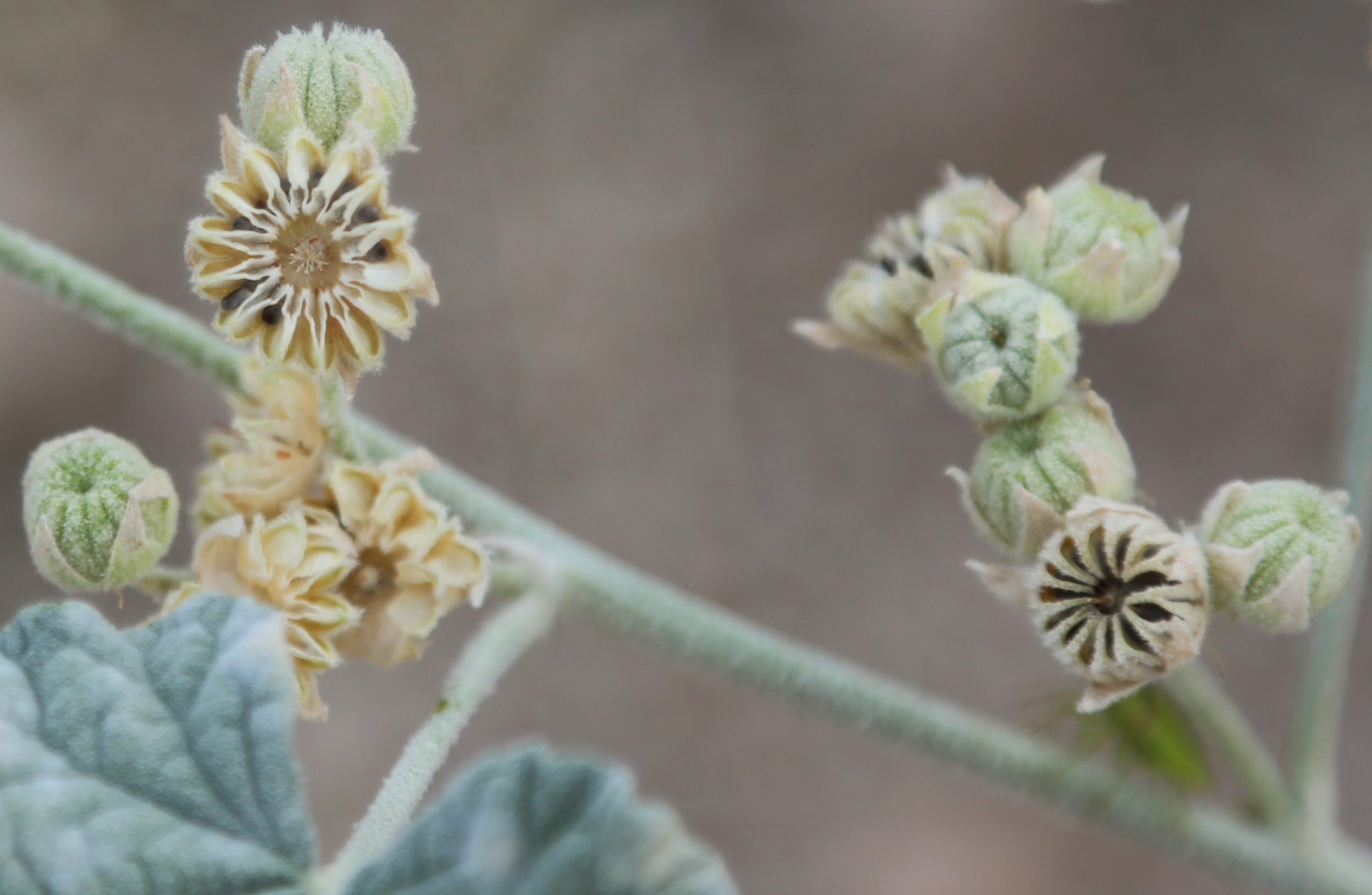
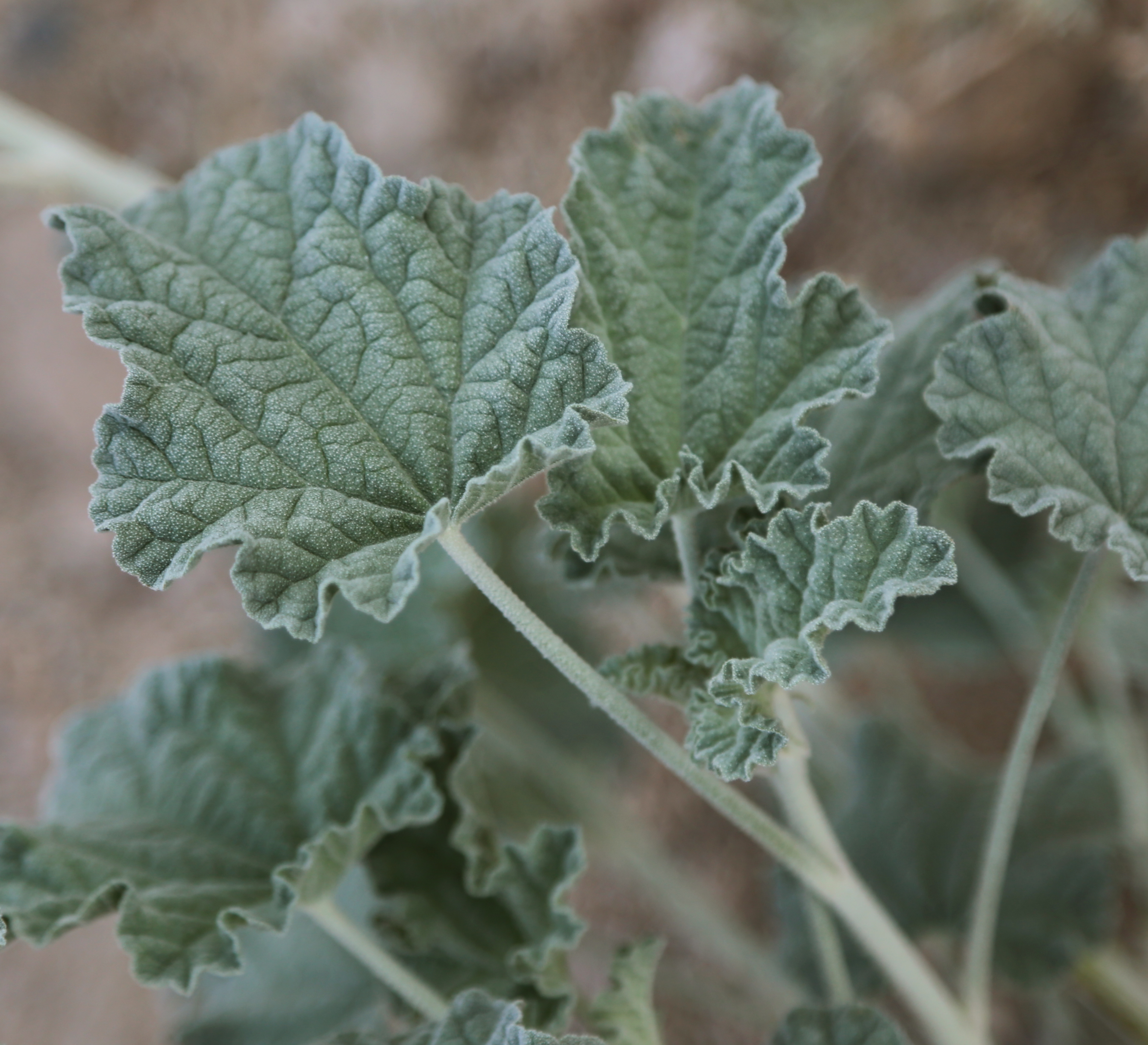
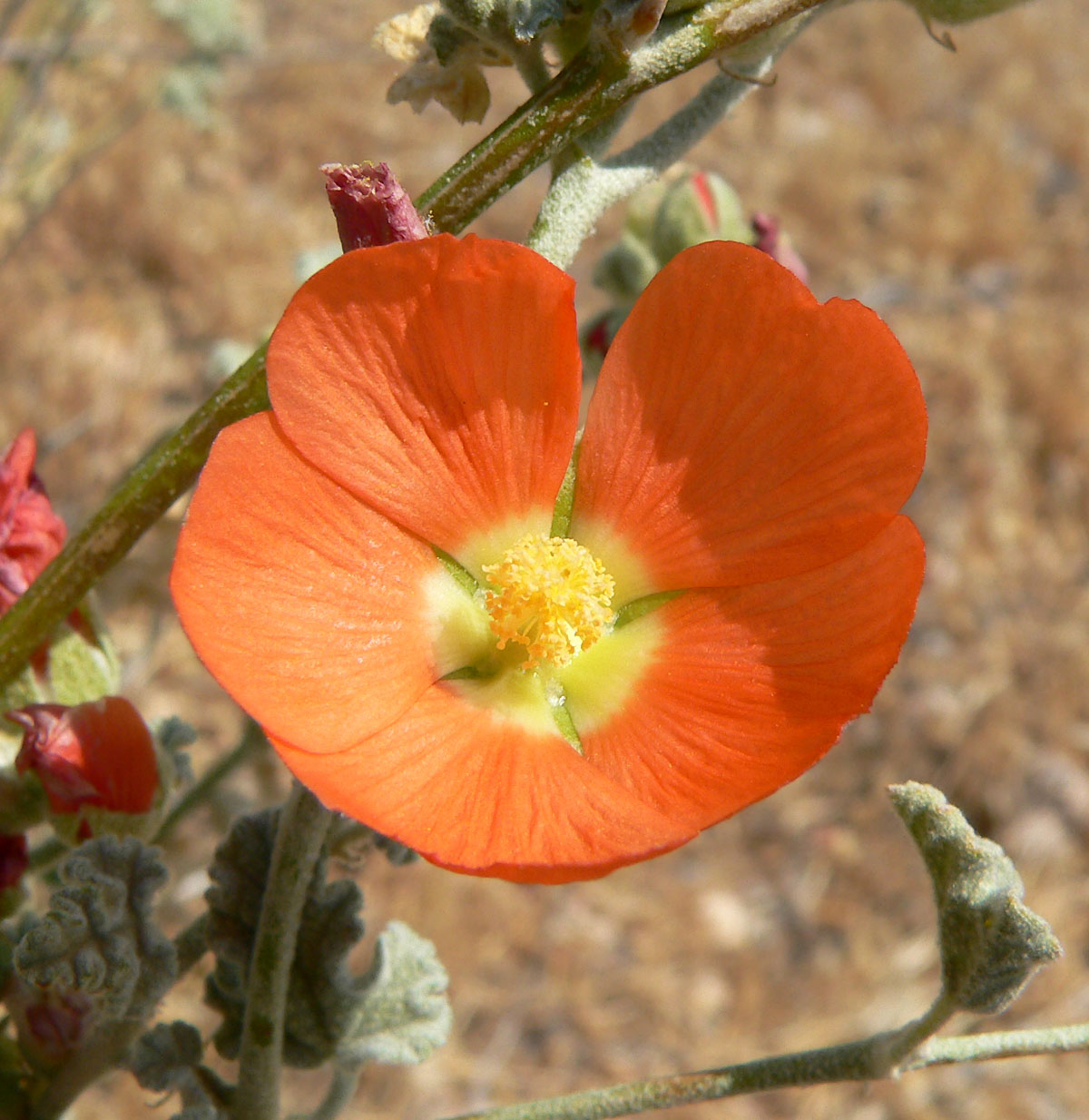